# Jaume Huguet
Jaume Huguet (Valls, 1412 – Barcellona, 1492) è stato un pittore spagnolo di origine catalana.

## Biografia
Originario di Valls, Huguet si trasferì a Tarragona per stare dallo zio Pere Huguet, anch'esso pittore, presso il quale completò la sua formazione artistica. Dal 1440 al 1445, secondo la maggioranza degli storici dell'arte, Huguet operò a Saragozza, come attestano la Pala di storie di Maria di Cervera de la Cañada ed il Trittico della Vergine di Alloza, realizzate nei primi anni quaranta del Quattrocento.

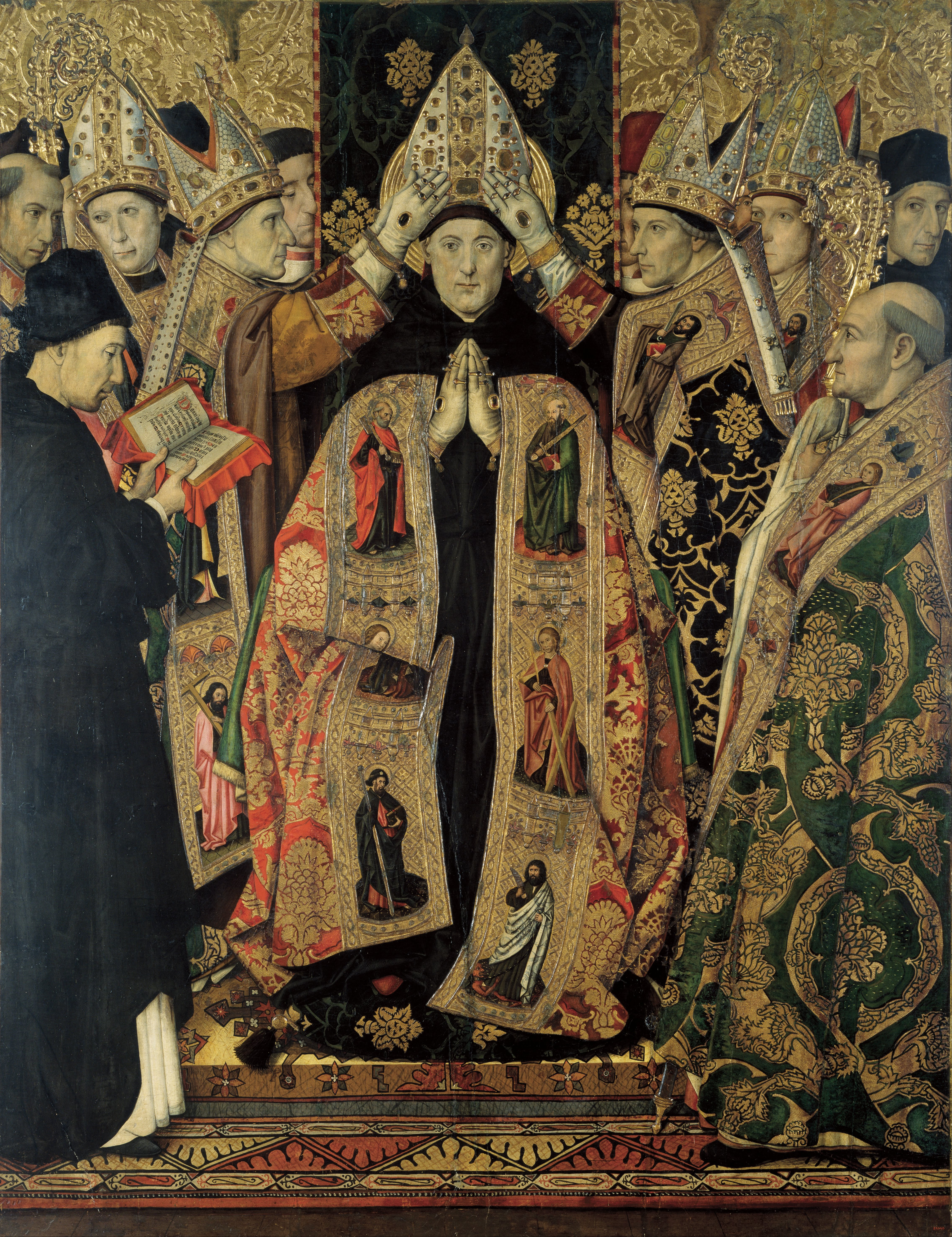
La consacrazione di sant'Agostino, conservata a Barcellona

In seguito si trasferì a Barcellona, dove portò a termine numerose opere, tra le quali si possono citare il Polittico di sant'Antonio Abate (1455), la Pala dei santi Abdon e Senén (1460) per Santa Maria di Terrassa, quella dell'Epifania (1465) per la chiesa di Santa Agueda, il San Bernardino e l'Angelo, nel Duomo di Barcellona (1468). È documentato anche a Valencia.
Huguet è considerato dai critici d'arte uno dei più importanti artisti spagnoli del Quattrocento, a cui è attribuito il merito di aver diffuso uno stile catalano in tutta la penisola iberica, integrandolo sia con le influenze dello stile fiammingo di Lluís Dalmau sia con l'arte italiana, e assicurandogli contemporaneamente una originalità e una peculiarità significative. Le opere di Huguet si caratterizzarono per una plasticità marcata e intensa, che ridusse al minimo le strutture decorative ed esaltò le soluzioni cromatiche originali. Inoltre Huguet espresse artisticamente quella ricerca spirituale dominante in Spagna nella sua epoca.
Nella seconda metà del Quattrocento la sua bottega fu la principale di Barcellona.
Le opere più celebri di Huguet si trovano soprattutto nel Museu nacional d'art de Catalunya. Ve ne sono anche nella cattedrale di Barcellona, nel Museo di storia di Barcellona MUHBA (Pala dell'epifania o "del Conestable"), nel Museu Frederic Marès, nella chiesa di San Pietro di Terrassa e nel Museo del Louvre